# 朝陽
朝陽（あさひ）は長野市北東部の地域。本項ではかつて概ね同地域に所在した上水内郡朝陽村（あさひむら）についても述べる。
「朝陽」の地名の由来は、この地域が東に傾斜していて、朝日に面する地勢であり、朝日が昇るように村を発展させたいとの願いをこめ、「日」の字に瑞兆（めでたい前触れ）のある「陽」の字をあてて「朝陽」と命名したことにある。

## 人口
地域内の人口（長野市役所朝陽支所管内）は6,471世帯 15,065人（令和5年3月1日時点）。
以下の1889年～1995年は『長野市誌 第8巻』に、2000年～は住民基本台帳の各年1月1日時点のデータに基づく。
1955年頃までは増加も緩やかだったが、それ以後スピードを増し、1965年～1975年の間に約2倍になっている。またそれからも増加し、2000年時点で15,000人台を達成。それ以後も現在に至るまでその値をキープしている。
- 1889年　2481人
- 1919年　3481人
- 1926年　3082人
- 1940年　3454人
- 1950年　4335人
- 1955年　4386人
- 1965年　5329人
- 1975年 10317人
- 1985年 12724人
- 1995年 14229人
- 2005年 15267人
- 2015年 15164人
- 2020年 15155人

| \| 1955年（昭和30年） \| 4,386人 \| \| \| 1965年（昭和40年） \| 5,329人 \| \| \| 1975年（昭和50年） \| 10,317人 \| \| \| 1985年（昭和60年） \| 12,724人 \| \| \| 1995年（平成7年） \| 14,229人 \| \| \| 2005年（平成17年） \| 15,267人 \| \| \| 2015年（平成27年） \| 15,164人 \| \| |          |  |
| 長野市 |          |  |
| 1955年（昭和30年） | 4,386人  |  |
| 1965年（昭和40年） | 5,329人  |  |
| 1975年（昭和50年） | 10,317人 |  |
| 1985年（昭和60年） | 12,724人 |  |
| 1995年（平成7年） | 14,229人 |  |
| 2005年（平成17年） | 15,267人 |  |
| 2015年（平成27年） | 15,164人 |  |

## 地理
地域北部を長野電鉄長野線、中央部を国道18号、南部を長野県道58号長野須坂インター線が東西に走る。地域南西端を千曲川がかすめている。
周囲は以下の地区と接する。
長野市街地から5kmほど離れており、駅周辺や幹線道路沿いは宅地・商業開発が進んでいるものの、特に東部においては依然として農地の多く残る地域である。

### 河川
- 千曲川

## 歴史
前身各村〜旧朝陽村の歴史
- 江戸時代 - 前身の水内郡北長池村・北尾張部村・南堀村・北堀村・石渡村は松代藩領であった。
- 1711年（宝永8年） - 大豆島村の新田として土屋坊区（現 南屋島）が拓かれる。のち、高井郡綿内村の一部となる。
- 1876年（明治9年）5月30日 - 水内郡南堀村・北堀村・石渡村が合併して水内郡福田村となる。
- 1879年（明治12年）1月4日 - 郡区町村編制法の施行により、各村が上水内郡の所属となる。
- 1881年（明治14年）3月31日 - 福田村が分割して南堀村・北堀村・石渡村となる。
- 1886年（明治19年）12月14日 - 上水内郡北長池村の一部、上高井郡綿内村の一部（土屋坊区）、同郡福島村の一部（福島新田区）が分立して上水内郡屋島村となる。
- 1889年（明治22年）
  - 4月1日 - 町村制の施行により、上水内郡北長池村・屋島村・北尾張部村・南堀村・北堀村・石渡村の区域をもって上水内郡朝陽村が発足。
  - 各村の学校を併せ、北長池に朝陽尋常小学校（現 長野市立朝陽小学校）が開校。
- 1926年（大正15年）6月28日 - 長野電気鉄道（現 長野電鉄長野線）が開通。村内には南堀に朝陽駅が置かれる。
- 1951年（昭和26年）4月1日 - 上水内郡大豆島村の一部（長池境・土屋坊区）を編入。
- 1954年（昭和29年）4月1日 - 上水内郡朝陽村、同郡古里村・柳原村・浅川村・大豆島村・若槻村・長沼村・安茂里村・小田切村・芋井村とともに長野市に編入（第一次昭和の大合併）。同日朝陽村廃止。旧朝陽村域は、大字北長池・大字屋島・大字北尾張部・大字南堀・大字北堀・大字石渡となる。

長野市朝陽地区の歴史
- 1960年（昭和35年）11月 - 大字北尾張部に、長野県長野盲学校が三輪一丁目から移転。
- 1966年（昭和41年）
  - 5月1日 - 大字太田（現 吉田五丁目）・大字東和田・大字石渡にまたがって、長野運動公園が開園。
  - 9月 - 国道18号長野バイパスが開通。朝陽地域を東西に横断する。
  - 大字北尾張部・大字南堀にまたがって、富士通長野工場が開設。
- 1968年（昭和43年）6月 - 大字南堀に、ホクト産業（現 ホクト）の本社が移転。
- 1975年（昭和50年）2月10日 - 町名整理。大字北尾張部・大字西尾張部・大字東和田の各一部を分け、桜新町が発足。
- 1980年（昭和55年）12月1日 - 大字南堀に、信州大学教育学部附属長野中学校が西長野町から移転。
- 1985年（昭和60年）3月14日 - 大字南堀に、長野電鉄附属中学前駅が開業。
- 1996年（平成8年）11月1日 - 大字北長池・大字風間にまたがって、長野オリンピックスピードスケート会場「エムウェーブ」が竣工。
- 1997年（平成9年）4月1日 - 大字南堀に、信州大学教育学部附属長野小学校が西長野町から移転。

## 大字・町丁

### 石渡
石渡（いしわた）は、朝陽地域中央部の地区（大字）。郵便番号は、381-0015。
地区北端を長野県道374号北長野停車場中俣線が東西に走り、地区中央部を長野県道372号三才大豆島中御所線が南北に走る。
周囲は以下の大字・町と接する。
地区内はほぼ宅地化されている。また、地区中央部を東西に走る東部幹線（運動公園通り）の開通により、その沿道に近年商業施設が立ち並ぶようになった。地区南東部は富士通長野工場の敷地で占められている。
地区内の人口および世帯数は、1,112世帯 2,642人（令和5年3月1日現在）。

#### 交通
鉄道
地区内に鉄道は通っていないが、地区北部では長野電鉄朝陽駅（南堀）、地区東部では長野電鉄附属中学前駅（南堀）が利用できる。
路線バス
地区東端の運動公園東停留所から、長電バスの以下の路線系統が利用できる。
- 長電バス
  - 52 長野駅 - 中央警察署 - 北長野駅 - 運動公園東

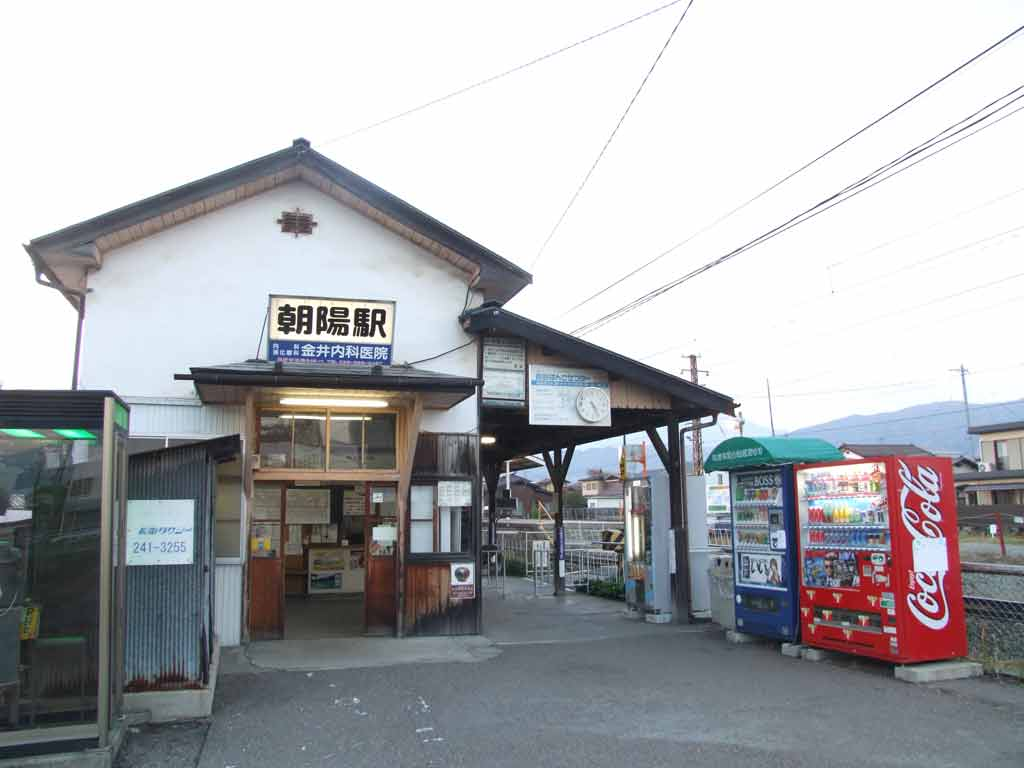
長野電鉄朝陽駅
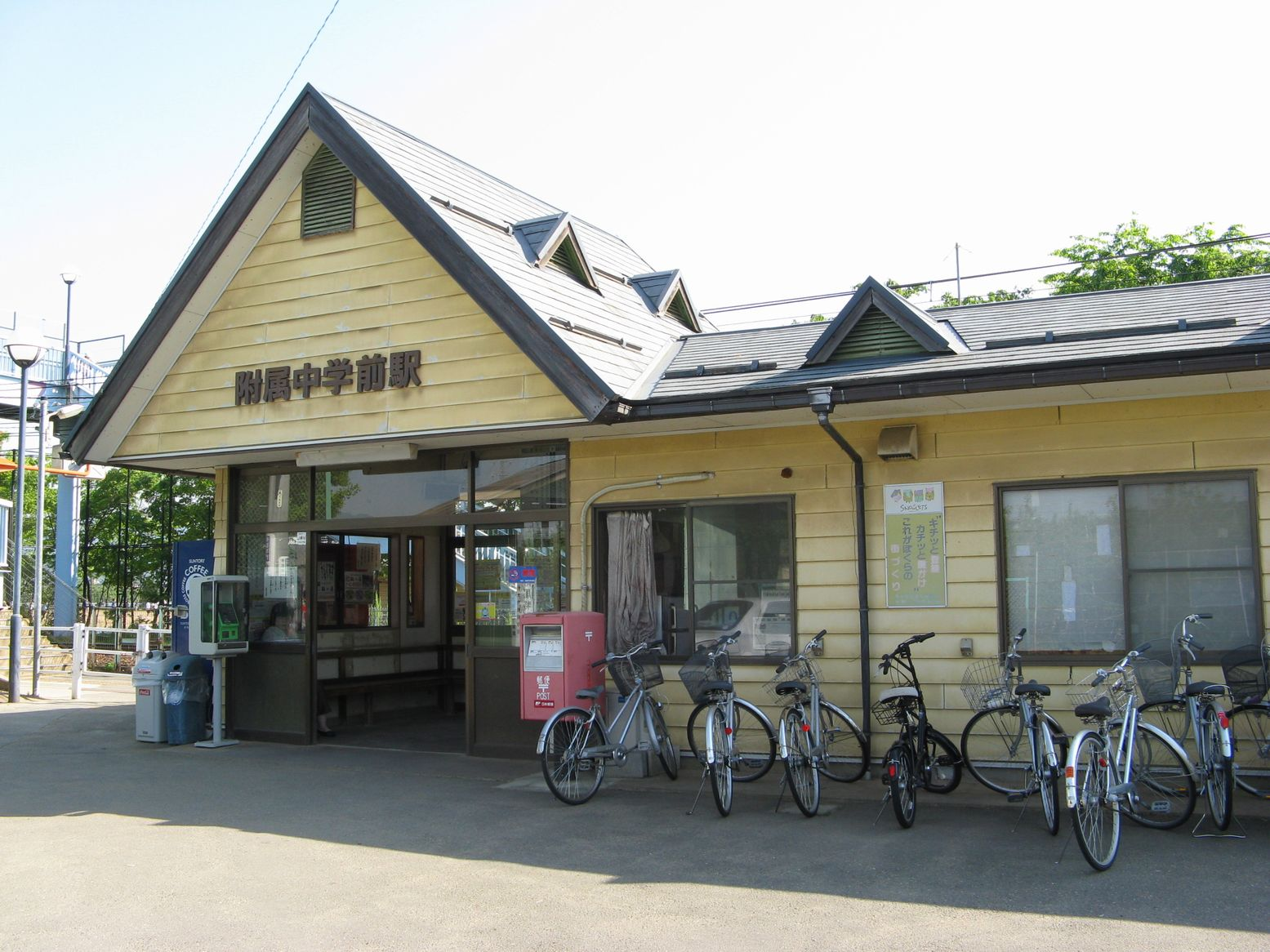
長野電鉄附属中学前駅

地区北部では、長野県道374号北長野停車場中俣線を走るぐるりん号の以下の路線系統が利用できる。
- ぐるりん号
  - 東北ぐるりん号 市民病院 → 古里支所 → 稲田エノキ公園 → 北長野駅 → 朝陽駅 → 市民病院

#### 施設
- 長野運動公園
- 本久デイツー 長野運動公園店
- ザ・ビッグ 長野東店
- 富士通 長野工場
- 八幡神社 (長野市石渡)
- 常岩寺
- 地蔵寺 (長野市)
- 小島境遺跡

### 北尾張部
北尾張部（きたおわりべ）は、朝陽地域中央部の地区（大字）。

### 北長池
北長池（きたながいけ）は、朝陽地域中央部の地区（大字）。郵便番号は、381-0025。
地区南部を長野県道58号長野須坂インター線（エムウェーブ大通り）が南北に走り、地区中央部を長野県道372号三才大豆島中御所線が南北に走る。また、地区北東部を国道18号がかすめている。
周囲は以下の大字・町と接する。

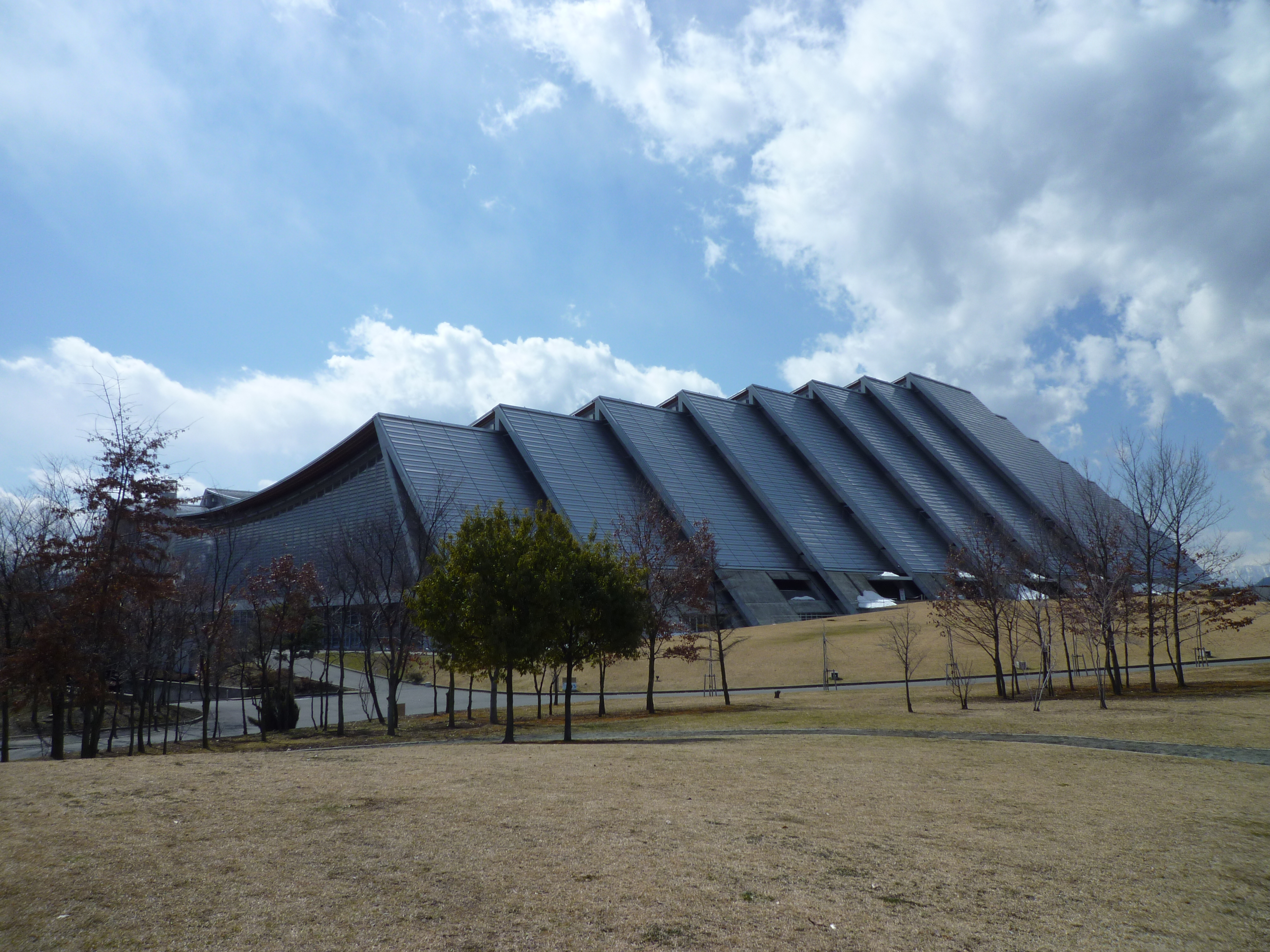
長野五輪スピードスケート会場「エムウェーブ」

地区の大部分は農地であり、集落は地区北西部に固まっているほか、地区北東部の国道18号沿いには住宅地（千曲住宅地）が開発されている。
地区南端には1998年（平成10年）の長野オリンピックに際してスピードスケート会場「エムウェーブ」が建設され、北側に隣接して11階建て4棟からなるメディア村（プレス用宿泊施設）が整備された。メディア村は現在長野県住宅供給公社の団地として供用されている。
「長池」という地名の由来は、南長池#概要を参照。
地区内の人口および世帯数は、1,080世帯 2,580人（令和5年3月1日現在）。

#### 交通
路線バス
地区北部では、国道18号を走る長電バスの以下の路線系統が利用できる。
- 長電バス
  - 51 長野駅 - 平林 - 市民病院 - 柳原

地区中央部では、アルピコ交通（川中島バス）の以下の路線系統が利用できる。
- アルピコ交通（川中島バス）
  - 45 長野バスターミナル - 長野駅 - 市役所前 - 古牧小学校前 - 北屋島
  - 104 長野バスターミナル ← 県庁前 ← 市役所前 ← 古牧小学校前 ← 北屋島

地区南部では、エムウェーブ大通りを走る長電バスの以下の路線系統が利用できる。
- 長電バス
  - 82 長野駅東口 - エムウェーブ - 屋島 - 須坂駅
  - 82B 長野駅東口 - エムウェーブ - 屋島 - 綿内駅

#### 施設
- 炭平コーポレーション 本社
- 長野市立朝陽小学校
- 長野県住宅供給公社 朝陽住宅団地 - 長野オリンピックメディア村
- 長野市オリンピック記念アリーナ（エムウェーブ） - 長野オリンピックスピードスケート会場
- JAながの長野平南支所
- 啓成会[5]老人保健施設コンフォート岡田
- 長池水原神社
- 池生神社
- 常恩寺

### 北堀
北堀（きたぼり）は、朝陽地域北部の地区（大字）。郵便番号は、381-0005。
地区南端を長野電鉄長野線が東西に走り、南堀との境をなす。地区中央部には長野県道372号三才大豆島中御所線が南北に走る。
周囲は以下の大字・町と接する。
地区西部〜北東部にかけて宅地化されているが、地区南東部は農地で占められる。
南堀との境にある長野電鉄朝陽駅は、駅本屋・出入口こそ南堀側にあるものの、小規模な駅前商店街は北堀側に形成されている。
地区内の人口および世帯数は、1,147世帯 2,606人（令和5年3月1日現在）。

#### 交通
鉄道
- 長野電鉄
  - ■長野線：朝陽駅

路線バス
長野県道372号三才大豆島中御所線を走る、ぐるりん号の以下の路線系統が利用できる。
- ぐるりん号
  - 東北ぐるりん号 市民病院 → 古里支所 → 稲田エノキ公園 → 北長野駅 → 朝陽駅 → 市民病院

#### 施設
- 長野中央自動車学校
- 八十二銀行 朝陽支店
- 堀神社

### 桜新町
桜新町（さくらしんまち）は、朝陽地域中西部の地区。

### 南堀
南堀（みなみぼり）は、朝陽地域北部の地区（大字）。郵便番号は、381-0016。
地区北端を長野電鉄長野線が東西に走り、北堀との境をなす。地区南端を長野県道374号北長野停車場中俣線が東西に走り、地区中央部を長野県道372号三才大豆島中御所線が南北に走る。
周囲は以下の大字・町と接する。
概ね県道372号を境に西側に住宅地が広がっており、東側は農地が多い。この農地の中に東証一部上場のきのこメーカー・ホクトの本社ビルがそびえる。
地区南東部の長野電鉄附属中学前駅を取り囲むように信州大学の附属小・中・特別支援学校の校地が広がっており、その南側に新興住宅地が拓かれている。
地区内の人口および世帯数は、1,189世帯 2,659人（令和5年3月1日現在）。

#### 交通
鉄道
- 長野電鉄
  - ■長野線：朝陽駅 - 附属中学前駅

- 長野電鉄朝陽駅
- 長野電鉄附属中学前駅

路線バス
長野県道374号北長野停車場中俣線・長野県道372号三才大豆島中御所線を走る、ぐるりん号の以下の路線系統が利用できる。
- ぐるりん号
  - 東北ぐるりん号 市民病院 → 古里支所 → 稲田エノキ公園 → 北長野駅 → 朝陽駅 → 市民病院

#### 施設
- 長野電鉄 朝陽駅
- ホクト 本社
- 山田記念朝日病院
- 槻井泉神社
- 長命寺 (長野市)
- 長野電鉄 附属中学前駅
- 信州大学 南堀キャンパス
  - 信州大学教育学部附属長野中学校
  - 信州大学教育学部附属長野小学校
  - 信州大学教育学部附属特別支援学校

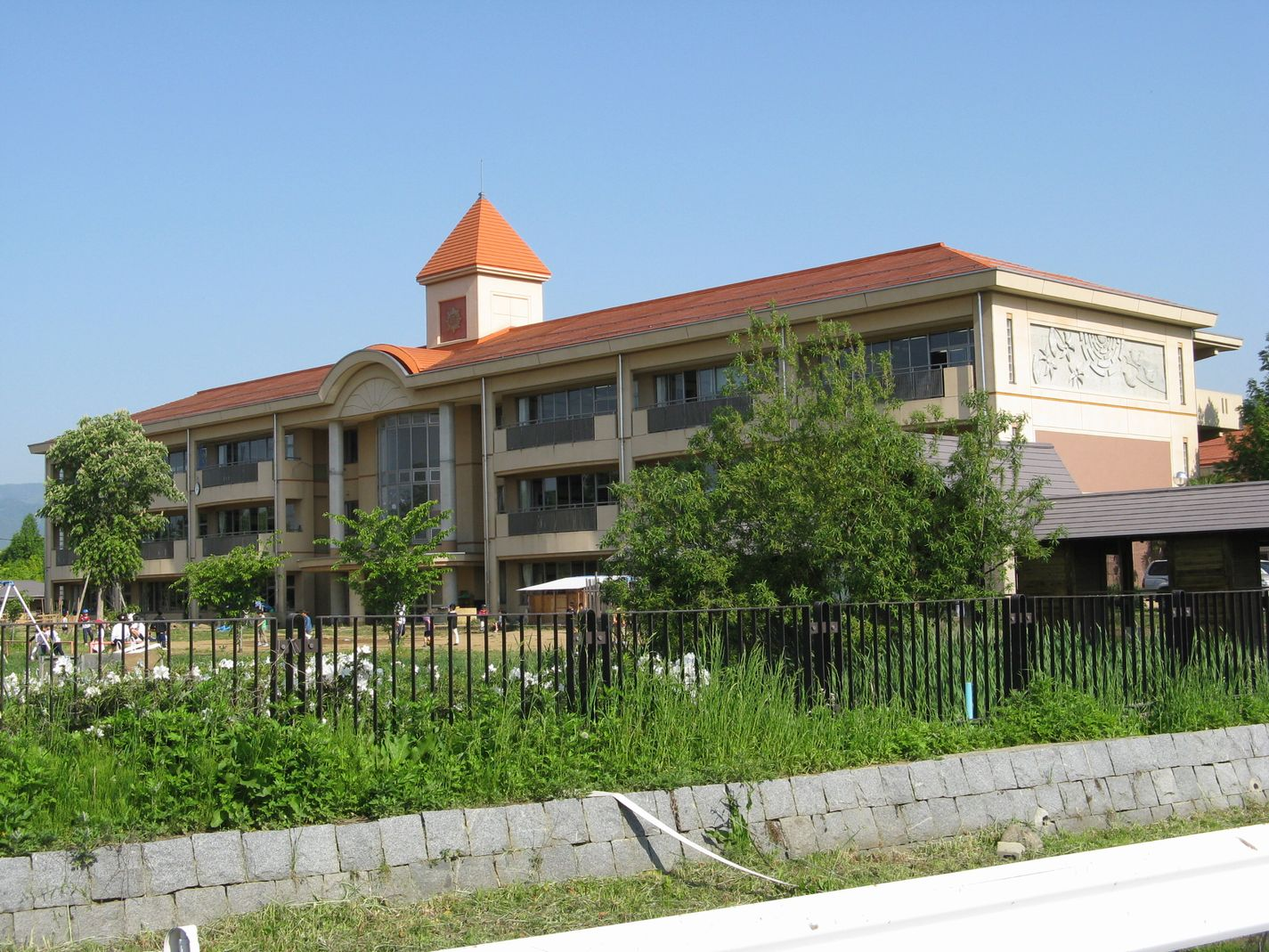
信州大学教育学部附属長野小学校
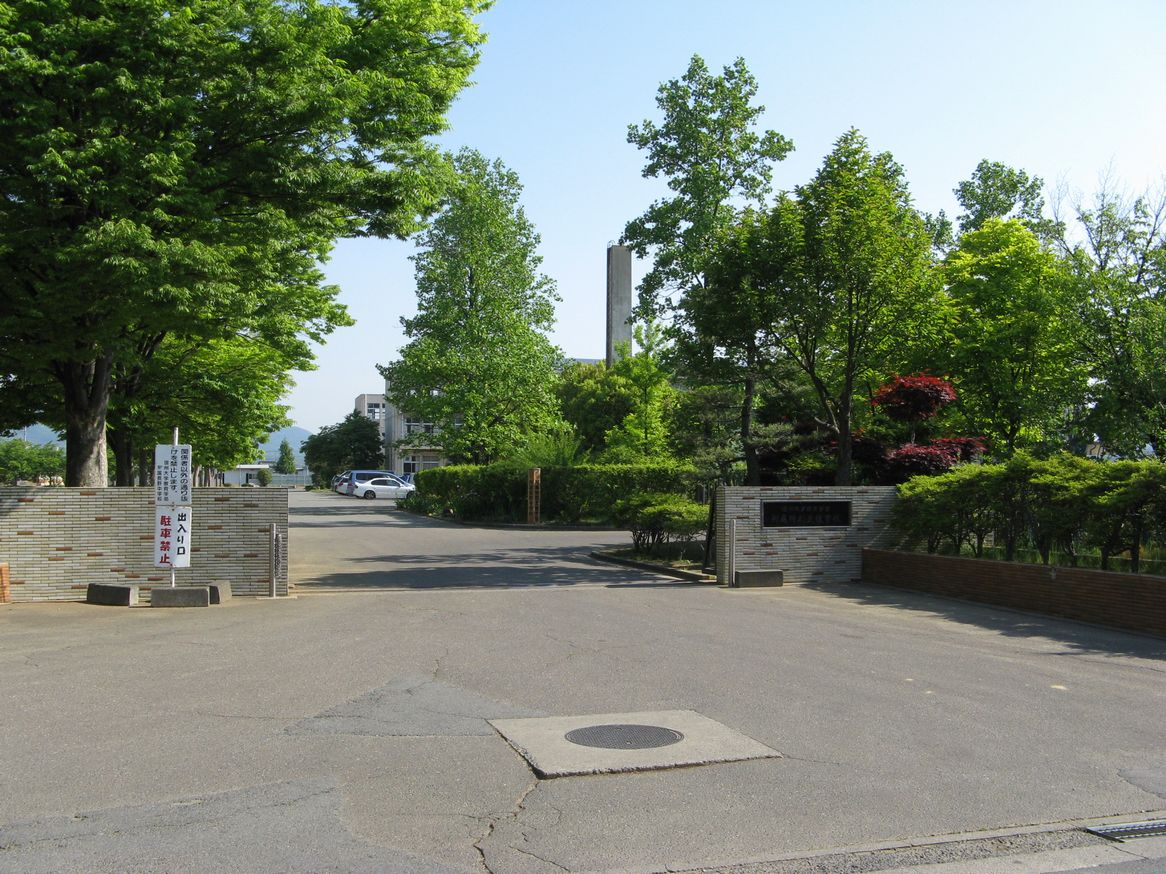
信州大学教育学部附属特別支援学校

### 屋島
屋島（やしま）は、朝陽地域南部の地区（大字）。郵便番号は、381-0021。
地区東端を千曲川が流れる。地区中央部を長野県道58号長野須坂インター線（エムウェーブ大通り）が東西に走る。
周囲は以下の大字・町と接する。

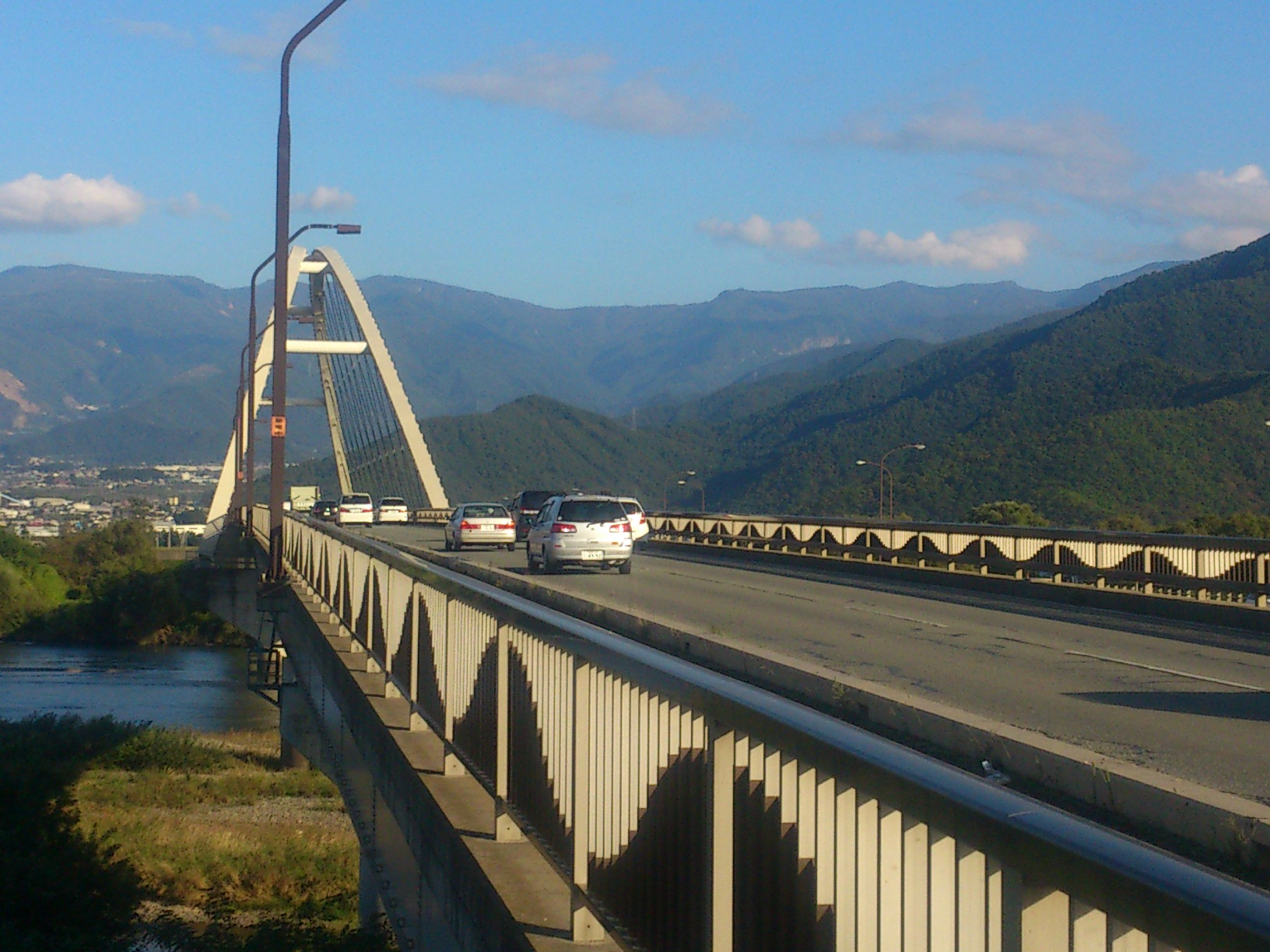
屋島橋で須坂市とつながる

大部分が農地で占められており、集落は地区北部の北屋島と、地区中西部の南屋島がある。
「屋島」としての歴史は比較的浅く、江戸時代に高井郡福島村（現 須坂市）の新田として開発された福島新田（ふくじましんでん＝現 北屋島）と、高井郡綿内村（現 長野市若穂綿内）の新田として開発された土屋坊（どやぼう＝現 南屋島）に、北長池村の一部を併せて、1886年（明治19年）に上水内郡屋島村として成立している。なお、現在では福島・綿内はともに千曲川の対岸に位置するが、千曲川の流路が移り変わる中で分断されたと考えられる。
地区内の人口および世帯数は以下の通り（令和5年3月1日現在）。
|        | 世帯数  | 人口    |
| ------ | ------- | ------- |
| 南屋島 | 355世帯 | 809人   |
| 北屋島 | 187世帯 | 497人   |
|        |         |         |
| 計     | 542世帯 | 1,306人 |

#### 交通
路線バス
地区北部（北屋島）では、アルピコ交通（川中島バス）の以下の路線系統が利用できる。
- アルピコ交通（川中島バス）
  - 45 長野バスターミナル - 長野駅 - 市役所前 - 古牧小学校前 - 北屋島
  - 104 長野バスターミナル ← 県庁前 ← 市役所前 ← 古牧小学校前 ← 北屋島

地区南部では、エムウェーブ大通りを走る長電バスの以下の路線系統が利用できる。
- 長電バス
  - 82 長野駅東口 - エムウェーブ - 屋島 - 須坂駅
  - 82B 長野駅東口 - エムウェーブ - 屋島 - 綿内駅

#### 施設
- 角藤 本社
- 伊勢社 (長野市北屋島)
- 皇大神社 (長野市)
- 陽莟庵
- 円西庵

## 出身著名人
- 今井武夫（1898-1982） - 大日本帝国陸軍少将。日中和平に尽力した。
- 川上冬崖 - 洋画家。北屋島に生まれた。